# Lincoln Alexander

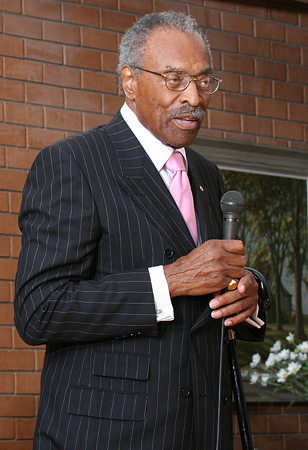
Lincoln Alexander

Lincoln MacCauley Alexander PC CC KStJ OC CD QC (* 21. Januar 1922 in Toronto, Ontario; † 19. Oktober 2012) war ein kanadischer Politiker der Progressiv-konservativen Partei (PC), der als erster Kanadier afrikanischer Abstammung elf Jahre lang Mitglied des Unterhauses sowie ebenfalls als erster Kanadier afrikanischer Abstammung Bundesminister wurde, und zwar zwischen 1979 und 1980 als Arbeitsminister im 21. kanadischen Kabinett von Premierminister Joe Clark.
Später bekleidete er erneut als erster Kanadier afrikanischer Abstammung das Amt des Vizegouverneurs einer kanadischen Provinz und war von 1985 bis 1991 Vizegouverneur von Ontario. Er wurde für seine Verdienste in der kanadischen Politik zum Companion des Order of Canada sowie 1992 zum Träger des Order of Ontario ernannt.

## Leben

### Zweiter Weltkrieg, Rechtsanwalt und Unterhausabgeordneter
Alexander stammte aus einer Familie afrikanischer Einwanderer und leistete während des Zweiten Weltkrieges zwischen 1942 und 1945 seinen Militärdienst bei der Royal Canadian Air Force. Zuletzt war er Korporal und wurde für seine Verdienste mit der Canadian Forces Decoration (CD) ausgezeichnet.
Er absolvierte nach dem Schulbesuch ein Studium der Rechtswissenschaften, das er mit einem Bachelor of Laws (LL.B.) sowie später einem Doktor der Rechte (LL.D.) abschloss. Danach war er als Solicitor sowie als Barrister tätig und wurde für seine juristischen Verdienste schließlich zum Kronanwalt (Queen’s Counsel) ernannt.
Bei der Wahl vom 8. November 1965 kandidierte Alexander für die Progressiv-konservative Partei (PC) im Wahlkreis Hamilton West ohne Erfolg erstmals für ein Mandat im Unterhaus. Bei der darauf folgenden Wahl vom 25. Juni 1968 wurde er für die PC erstmals zum Mitglied des Unterhauses gewählt und vertrat in diesem bis zu seinem Mandatsverzicht am 28. Mai 1980 elf Jahre lang den Wahlkreis Hamilton West. Er war damit der erste Kanadier afrikanischer Abstammung, der Mitglied des Unterhauses wurde.
Zu Beginn seiner Parlamentszugehörigkeit war er zwischen 1969 und 1972 Sprecher der PC-Fraktion im Unterhaus für Arbeitspolitik sowie zugleich von 1969 bis 1970 Sprecher für Wohnungsbau. Danach war er 1972 kurzzeitig Sprecher für Beschäftigung und Einwanderung sowie zwischen dem 24. Oktober 1973 und dem 19. Dezember 1974 wieder arbeitspolitischer Sprecher. Er fungierte vom 24. Oktober 1974 bis Oktober 1977 auch als Sprecher seiner Fraktion für die Kommission für die Arbeitslosenversicherung und zeitgleich zwischen 1975 und 1977 wieder als beschäftigungspolitischer Sprecher. Zuletzt war er von 1977 bis 1978 Sprecher der PC-Fraktion für den öffentlichen Dienst.

### Bundesminister und Vizegouverneur von Ontario

Wappen von Lincoln Alexander als Vizegouverneur von Ontario

Am 4. Juni 1979 wurde Alexander von Premierminister Joe Clark als erster Kanadier afrikanischer Abstammung zum Bundesminister berufen. Er bekleidete vom 4. Juni 1979 bis zum Ende von Clarks Amtszeit am 2. März 1980 das Amt des Arbeitsministers im 21. kanadischen Kabinett. Am 28. Mai 1980 verzichtete er auf sein Unterhausmandat, nachdem er zum Vorsitzenden des Ausschusses für die Entschädigung von Arbeitsunfällen (Workmen’s Compensation Board) von Ontario wurde.
Alexander bekleidete als erster Kanadier afrikanischer Abstammung auch das Amt des Vizegouverneurs einer Provinz. Am 20. September 1985 wurde er als Nachfolger von John Black Aird Vizegouverneur von Ontario und bekleidete dieses Amt mehr als sechs Jahre lang bis zum 10. Dezember 1991. Sein Nachfolger wurde daraufhin Hal Jackman. Während dieser Zeit wurde er 1989 zum Ehrenoberst des 2nd Tactical Aviation Wing der Royal Canadian Air Force ernannt.
Nach Beendigung seiner Tätigkeit als Vizegouverneur von Ontario wurde er 1991 Nachfolger von Edmund Bovey als Kanzler der University of Guelph und bekleidete dieses am mehr als 15 Jahre lang bis zu seiner Ablösung durch Pamela Wallin im Juni 2007. Für seine langjährigen Verdienste wurde Alexander 1992 der Order of Ontario verliehen. Zugleich wurde er am 30. April 1992 zum Companion des Order of Canada ernannt.

## Veröffentlichung
- „Go to school, you’re a little black boy“. The Honourable Lincoln M. Alexander. A Memoir, Mitautor Herb Shoveller, Toronto, Dundurn Press, 2006, Neuauflage 2010